# Бурбон-Конти
Бурбон-Конти (на френски: prince de Conti) е името на младия страничен клон на фамилията Бурбон-Конде (Bourbon-Condé), наречена на малкия град Conti-sur-Selles (днес Конти) при Амиен, департамент Сом. 
Изабела дьо Конти († пр. 1438), наследничка на фамилията Конти, завещава господството Конти на съпруга си, Коларт дьо Маили. Потомката Елеонора дьо Роа (1535 – 1564) , се омъжва 1551 г. за Луи I Бурбон-Конде (1530 – 1569), принц дьо Конде, родоначалник на род Конде. Техният втори син Франсоа дьо Бурбон-Конти (1558 – 1614) става 1588 г. първи принц на Конти и понеже умира бездетен, владението отива отново в рода Конде.
Луиза-Анриет дьо Бурбон-Конти (1726 – 1759) е френска принцеса и чрез женитба херцогиня на Шартър и Орлеан.